# Убить Билла. Фильм 1
«Уби́ть Би́лла. Фильм 1» (англ. Kill Bill: Volume 1) — американский боевик о боевых искусствах, первая часть одноимённой дилогии режиссёра и сценариста Квентина Тарантино с Умой Турман и Дэвидом Кэррадайном в главных ролях. Сюжет развивается нелинейно, что характерно для творчества режиссёра.

## Структура фильма
- Интродукция
- Глава 1. Вторая жертва
- Глава 2. Окровавленная невеста
- Глава 3. История О-Рен
- Глава 4. Человек с Окинавы
- Глава 5. Разборка в «Доме голубых листьев»

## Сюжет
Фильм начинается эпиграфом: «Месть — это блюдо, которое подают холодным».

### Интродукция
Далее следует небольшой эпизод в начале фильма, снятый в чёрно-белой гамме: беременная главная героиня в подвенечном платье с забрызганным кровью лицом лежит на полу церкви и стонет от боли. Склонившись над ней, главный герой вытирает кровь с её лица своим носовым платком с надписью «Bill» и говорит ей, что убивая её, он причиняет страдания себе. Она говорит ему: «Билл, это твой ребёнок!», но не успевает остановить его — он стреляет ей в голову из револьвера.

### Глава 1. Вторая жертва
Действие происходит в настоящее время, после событий главы «Разборка в „Доме голубых листьев“».
В городке Пасадена (Калифорния), через 4,5 года после резни в часовне «Две сосны», под именем Джинни Белл живёт Вернита Грин — одна из участниц резни. Беатрикс, вооружённая ножом, который находится в ножнах, висящих на поясе, приезжает к дому Верниты на «Шмаровозке» и звонит в дверь. Как только Вернита открывает дверь, между двумя женщинами завязывается бой с применением ножей, сковородок и прочих бытовых предметов. В момент, когда они останавливаются, чтобы отдышаться и продолжить бой, в доме неожиданно появляется Никки — 4-летняя дочь Верниты. Никки входит в гостиную, и, видя умоляющий взгляд Верниты, Беатрикс прячет свой нож за спину; то же самое делает сама Вернита. Зайдя в комнату и увидев разгром и кровь на лицах обеих женщин, девочка недоумевает, что произошло; познакомив Никки и Беатрикс, Вернита отправляет дочь в её комнату, затем просит у Мамбы прощения за то, что произошло 4,5 года назад, и говорит, что теперь они квиты. Но Беатрикс возражает, что они были бы квиты, если бы она убила мужа и дочь Верниты. Вернита угощает Беатрикс кофе, попутно предлагая ей встретиться ночью на бейсбольном поле (одетыми во всё чёрное) и закончить начатое — драться насмерть на ножах. Беатрикс соглашается, Вернита достаёт коробку с завтраком быстрого приготовления якобы для того, чтобы приготовить Никки кашу, и стреляет в Беатрикс из пистолета, спрятанного в этой коробке. Однако Вернита промахивается, а Беатрикс выхватывает из ножен на поясе свой нож и метким броском пригвождает её к стене; Вернита умирает. Беатрикс подходит к телу Верниты, чтобы забрать свой нож, и понимает, что Никки, услышав выстрел и придя на кухню, видела смерть своей матери. Уходя, Беатрикс говорит девочке, что если та, когда вырастет, захочет ей отомстить, она будет ждать. Садясь в «Шмаровозку» и заводя двигатель, Беатрикс вспоминает слова своего учителя Пэй Мэя о том, что к врагам надо быть безжалостным.

### Глава 2. Окровавленная невеста
Действие происходит за 4,5 года до основных событий, после событий главы «Резня в часовне „Две сосны“» (приезд шерифа, попытка Элли Драйвер убить невесту), и в настоящее время (пробуждение невесты).
Шериф Эрл Макгроу приезжает к часовне «Две сосны», где произошло преступление. Его старший сын Эдгар, также полицейский, докладывает ему, что кто-то прямо в часовне расстрелял 9 человек, участвовавших в свадебной церемонии. Во время осмотра места преступления шериф обнаруживает, что невеста жива, хотя и тяжело ранена. Её доставляют в больницу.
Позже в больницу приходит Элли Драйвер, одноглазый боевик отряда «Смертоносные гадюки»; её цель — добить лежащую в коме невесту. Придя в элегантном белом костюме, Элли заходит в служебное помещение, где переодевается в униформу медсестры, набирает в шприц яд и идёт в палату интенсивной терапии, где находится невеста. Элли втыкает шприц в капельницу, но не успевает нажать на него, так как ей на мобильный телефон звонит Билл и внезапно отменяет свой приказ, говоря, что они убьют невесту, если она когда-нибудь придёт в себя, но не будут убивать её подло («как крысы»). Не смея ослушаться Билла, Элли покидает клинику, на прощание сказав невесте, чтобы та не вздумала просыпаться.
Через 4,5 года от укуса комара, случайно залетевшего в палату, невеста приходит в себя и с ужасом осознаёт, что больше не беременна. Её верхняя часть тела двигается, но ноги онемели и атрофировались. Услышав приближающиеся голоса, она притворяется, что по-прежнему находится в коме. В палату для пациентов, находящихся в коматозном состоянии, входят двое — работник больницы Бак и водитель-дальнобойщик. Бак предлагает дальнобойщику за деньги, воспользовавшись беспомощностью женщины, изнасиловать ее (подобным образом Бак подрабатывает постоянно). Оставив клиента в палате, Бак уходит. Невеста собственными зубами прокусывает пытавшемуся изнасиловать её дальнобойщику нижнюю губу, после чего он, истекая кровью и крича от боли, падает на пол и, ударившись головой, умирает. Через 20 минут Бак возвращается и, войдя в палату, видит, что лежавшей без сознания женщины нет на кушетке, а на полу лежит его мёртвый клиент. Воспользовавшись замешательством Бака, невеста перерезает ему найденным у дальнобойщика складным ножом ахиллово сухожилие, лишая возможности стоять и передвигаться на ногах, и начинает пытать его — просунув его голову между дверным косяком и дверью, она бьёт его дверью по голове, спрашивая: «Где Билл?», но, увидев на его бэйдже имя Бак, а на руке — татуировку «FUCK», она вспоминает, что сквозь сон неоднократно чувствовала, как он насиловал её, а перед этим произносил фразу «Меня зовут Бак, и я устрою трах!», и убивает его дверью. Обыскав Бака, она обнаруживает в кармане брелок с ключами от машины в виде объёмной надписи «PUSSY WAGON» («Шмаровозка»), переодевается в его униформу и на инвалидной коляске отправляется на стоянку больницы. Найдя ярко раскрашенную машину с надписью «Шмаровозка», она с трудом залезает в неё и, лёжа на заднем сиденье, пытается заставить свои онемевшие ноги двигаться. В этот момент она вспоминает лица всех четверых членов «Смертоносных гадюк», смотревших на неё, когда она, израненная и беспомощная, лежала на полу часовни.

### Глава 3. История О-Рен
История одной из подручных Билла (О-Рен Ишии), которую рассказывает Беатрикс, лёжа на заднем сиденье в салоне «Шмаровозки», стоящей на подземной парковке больницы, полностью показана в мультипликационном виде.
Действие происходит раньше всех других глав (история О-Рен) и в настоящее время, после событий главы «Окровавленная невеста» (сцена на парковке).
О-Рен Ишии родилась на базе ВВС США в Японии. Когда ей было 9 лет, её отец перешёл дорогу Мацумото — боссу якудзы. Однажды вечером Мацумото и 4 его подручных врываются в дом семьи Ишии; один из них приставляет кинжал к горлу матери девочки, двое других пытаются драться с отцом девочки. Сама девочка в этот момент прячется под кроватью, и якудза её не видят. Отец яростно сражается и, используя приёмы боевых искусств, голыми руками убивает двоих бандитов (у одного из них он даже выбивает глаз), но третий, нападая сзади, закалывает его мечом. О-Рен видит лицо умирающего отца, упавшего около кровати. Затем Мацумото толкает её мать на кровать и пронзаёт тело женщины мечом, услужливо поданным подручным, который только что убил отца; лезвие меча проходит насквозь через тело женщины и матрас рядом с головой девочки, которая не в силах сдержать слёзы. Уходя, подручный расстреливает недопитую бутылку спиртного и пинком швыряет в образовавшуюся лужицу тлеющий окурок сигары босса, устраивая пожар. Девочка успевает выбраться из огня и, глядя на свой пылающий дом, клянётся отомстить Мацумото за смерть родителей.
Уже через 2 года, в возрасте 11 лет, ей удаётся свершить свою месть: Мацумото был педофилом, и ей не составило труда, одевшись в традиционную японскую школьную форму, проникнуть к нему в постель и заколоть Мацумото его же мечом. Расправившись с Мацумото, она также хладнокровно убивает из его пистолета двоих его телохранителей, прибежавших в комнату на предсмертный крик босса.
В дальнейшем О-Рен стала киллером и к 20 годам уже была лучшим наёмным убийцей среди женщин в мире; демонстрируется, как где-то в Латинской Америке она выполняет миссию — убивает из снайперской винтовки генерала, едущего в машине вместе с победительницами конкурсов красоты «Мисс Венесуэла» и «Мисс Панама». А в 25 лет О-Рен приняла участие в резне в часовне «Две сосны».
Закончив рассказ об О-Рен, Беатрикс пытается заставить двигаться свои атрофированные и онемевшие ноги. Спустя 13 часов нахождения на парковке ей это удаётся, она пересаживается на водительское сидение «Шмаровозки» и уезжает. Спрятав где-то машину, она покупает билет на самолёт на Окинаву в один конец и улетает.

### Глава 4. Человек с Окинавы
Действие происходит в настоящее время, после событий главы «Окровавленная невеста».
Беатрикс прилетает в Японию, на остров Окинава. Придя в захудалую чайную, хозяином которой является Хаттори Ханзо, она сначала изображает иностранную туристку, очарованную Японией и выучившую несколько японских слов. Своим произношением и просьбой налить тёплого саке она располагает к себе хозяина, и тот спрашивает, что за дела у неё на Окинаве. Она говорит, что ищет человека, которого зовут Хаттори Ханзо, чтобы тот сделал для неё меч, так как ей надо кое-кого убить. Ханзо приводит её на чердак и с гордостью показывает ей хранящуюся там коллекцию мечей его работы. Он разрешает Беатрикс взять один из мечей в руки и затем бросает в неё бейсбольный мяч, который она разрубает пополам взмахом меча. Убедившись в её владении мечом, Ханзо говорит, что 28 лет назад он поклялся больше никогда не делать орудий убийства и держит эти мечи здесь лишь «для услаждения чувств и эстетического удовольствия». Беатрикс просит его дать ей один из них; на вопрос Ханзо, почему он должен помогать ей, она отвечает, что её враг — бывший ученик Ханзо, и учитывая это, он не просто должен помогать ей, а очень обязан. Услышав это, Ханзо молча подходит к окну, пишет пальцем на запотевшем стекле имя «Bill» и говорит, что ему понадобится месяц, чтобы изготовить меч.
Через месяц Ханзо проводит торжественную церемонию, в которой участвуют он сам, его помощник-официант и Беатрикс. Все участники церемонии одеты в белые кимоно. При помощи ассистента Ханзо передаёт меч Беатрикс и произносит: «Это мой лучший меч. Даже если на твоём пути окажется сам Будда, он будет разрублен!». Беатрикс принимает меч и благодарит мастера за выполненную работу.

### Глава 5. Разборка в «Доме голубых листьев»
Действие главы происходит в настоящее время, после событий главы «Человек с Окинавы».
Беатрикс прилетает с Окинавы в Токио. О-Рен (ставшая к тому времени боссом всей токийской мафии) вместе с Софи Фаталь, Гого Юбари, Джонни Мо и элитным отрядом клана «88 бешеных» на нескольких машинах едут развлекаться в ночной клуб «Дом голубых листьев». Туда же по одной дороге с ними на мотоцикле едет Беатрикс. Остановившись на перекрёстке и рассмотрев сидящую в машине Софи, Беатрикс очередной раз вспоминает, как её избивали в часовне «Две сосны».
Приехав в клуб, О-Рен и её спутники отправляются в отдельный кабинет на втором этаже, а Беатрикс остаётся у барной стойки. Через некоторое время Беатрикс идёт в туалет и из кабинки слышит голос говорящей по телефону Софи. Беатрикс хватает Софи, затем выводит её в общий зал и кричит: «О-Рен Ишии, у нас с тобой незакрытый должок!». Когда О-Рен и её бандиты выходят на галерею, Беатрикс мечом отрубает Софи левую руку.
В схватке на мечах Беатрикс одного за другим убивает шестерых «бешеных», затем наступает очередь Гого. Девушка в костюме школьницы сурудзином почти побеждает Беатрикс, но той удаётся убить её, воткнув в висок ножку стола с торчащими гвоздями. После этого Беатрикс атакуют все члены клана во главе с Джонни Мо (в японской версии изображение последующего сражения полностью цветное, в версиях остальных стран — большая часть изображения последующего сражения чёрно-белая, а остальные части цветные). Во время битвы хозяйка клуба выключает свет, в результате чего её последний этап проходит в темноте. Беатрикс уничтожает оставшихся членов клана, кроме одного — самого трусливого: видя, что перед ней всего лишь сопливый мальчишка, который страшно напуган и не пытается атаковать сам (так как все его товарищи погибли), она ломает своим оружием клинок его меча, а затем хватает его рукой за шиворот и в «воспитательных» целях шлёпает его мечом по ягодицам, после чего прогоняет.
После боя Беатрикс окидывает взглядом зал, пол которого усеян телами и ранеными, и говорит, чтобы те, кто ещё может двигаться, уносили ноги и своих убитых и раненых, но не уносили те части тел, которые она отрубила — теперь они принадлежат ей; Софи же должна остаться и оставить свои настоящую и будущие отрезанные от неё части тела, Беатрикс планирует продолжить разговор с ней чуть позже. Затем, раздвинув сёдзи, она выходит в зимний сад, где её ожидает О-Рен. В ходе боя обе воительницы ранят друг друга; ранив Беатрикс, О-Рен насмехается над ней и её уровнем владения мечом, но после получения ответного ранения хочет извиниться перед Беатрикс. В итоге Беатрикс побеждает, отрубив О-Рен верхнюю часть головы; перед смертью О-Рен успевает сказать: «Это действительно меч Хаттори Ханзо». Изнурённая боем Беатрикс садится на лавочку в саду, чтобы немного отдохнуть, и роняет меч. Затем Беатрикс отвозит Софи на машине к центральной больнице Токио и выкидывает её из машины, чтобы её увидели и спасли.
Находящуюся в больнице Софи навещает Билл. Она рассказывает ему о том, что прежде, чем отвезти в больницу, Беатрикс пытала её, угрожая, что каждый раз, когда не получит ответа на вопрос, будет отрезать одну из частей её тела (в японской версии Беатрикс отрубает ей вторую руку), после чего Софи рассказала всё, что знала о нынешней жизни и местоположении членов отряда «Смертоносные гадюки» и о том, что Беатрикс сказала, что оставляет ей жизнь для того, чтобы она передала Биллу, что Беатрикс придёт за каждым из них. Напоследок Билл спрашивает Софи о Беатрикс: «Знает ли она о том, что её дочь жива?».

## В ролях
| Актёр                | Роль                                                    |
| -------------------- | ------------------------------------------------------- |
| Ума Турман           | Беатрикс Киддо / Невеста (Чёрная мамба)                 |
| Дэвид Кэррадайн      | Билл                                                    |
| Люси Лью             | О-Рен Ишии                                              |
| Вивика А. Фокс       | Вернита Грин                                            |
| Дэрил Ханна          | Элли Драйвер                                            |
| Майкл Мэдсэн         | Бадд                                                    |
| Жюли Дрейфус         | Софи Фаталь                                             |
| Тиаки Курияма        | телохранитель О-Рен Гого Юбари                          |
| Сонни Тиба           | кузнец-оружейник Хаттори Ханзо                          |
| Гордон Лью           | военачальник клана «88 бешеных» Джонни Мо               |
| Майкл Паркс          | шериф Эрл Макгроу                                       |
| Майкл Боуэн          | санитар в больнице Бак                                  |
| Дзюн Кунимура        | босс якудза Танака                                      |
| Кэндзи Оба           | официант, помощник Хаттори Ханзо                        |
| Юки Кадзамацури      | владелица «Дома голубых листьев»                        |
| Джеймс Паркс         | полицейский Эдгар Макгроу сын шерифа                    |
| Сакити Сато          | помощник владелицы «Дома голубых листьев» «Чарли Браун» |
| Джонатан Лоугрэн     | дальнобойщик, убитый Беатрикс в больнице                |
| Ёсиюки Морисита      | токийский бизнесмен, убитый Гого (флешбэк)              |
| Тэцуро Симагути      | Человек О-Рен №1 (Мики)                                 |
| Дзюри Менес          | Человек О-Рен №2 (девушка)                              |
| Ёдзи Боба Танака     | Человек О-Рен №3                                        |
| Иссэй Такахаси       | Человек О-Рен №4                                        |
| Со Яманака           | Человек О-Рен №5                                        |
| Кадзуки Китамура     | Человек О-Рен №6 / босс якудза Коджи                    |
| Акадзи Маро          | босс якудза Озава                                       |
| Горо Даймон          | босс якудза Хонда                                       |
| Сюн Сугата           | босс якудза Бента                                       |
| Чжан Син Чжан        | босс якудза Оргами                                      |
| Ху Сяохуэй           | молодой якудза, отшлёпанный Беатрикс                    |
| Амброзия Келли       | Никки дочь Верниты                                      |
| Сатико Фудзии        | Музыкальная группа «The 5.6.7.8’s»                      |
| Ёсико Ямагути        | Музыкальная группа «The 5.6.7.8’s»                      |
| Ронни Ёсико Фудзияма | Музыкальная группа «The 5.6.7.8’s»                      |
| Шу Лан Тюан          | продавец билетов авиакомпании Air-O                     |

## Награды и номинации
- 2004 — номинация на премию «Золотой глобус» за лучшую женскую роль — драма (Ума Турман).
- 2004 — 5 номинаций на премию «BAFTA»: лучшая женская роль (Ума Турман), лучшая музыка к фильму (RZA), лучший монтаж (Салли Менке), лучшие визуальные эффекты (Томми Том, Люн Вай Кит), лучший звук (Майкл Минклер, Майрон Неттинга, Уайли Стейтман, Марк Улано).
- 2004 — 2 премии «Сатурн»: лучший приключенческий фильм, боевик или триллер, лучшая женская роль (Ума Турман), а также 5 номинаций: лучший режиссёр (Квентин Тарантино), лучшая мужская роль второго плана (Санни Тиба), лучшая женская роль второго плана (Люси Лью), лучший сценарий (Квентин Тарантино), Cinescape Genre Face of the Future Award — Female (Тиаки Курияма).
- 2004 — 4 номинации на премию «Спутник»: лучший оригинальный сценарий (Квентин Тарантино, Ума Турман), лучшая работа художника-постановщика (Йохи Танеда, Дэвид Уоско, Сэнди Рейнольдс-Уоско), лучшие визуальные эффекты (Говард Бергер, Грег Никотеро), лучший звук (Марк Улано, Майкл Минклер, Майрон Неттинга, Уайли Стейтман).
- 2004 — 3 премии канала «MTV»: лучшая женская роль (Ума Турман), лучший злодей (Люси Лью), лучшая драка (Ума Турман, Тиаки Курияма).